# 阿散蒂统治者列表
阿散蒂赫内（英语）是历史上阿散蒂王国君主的称号，也是今天阿散蒂人的酋长（土王）。 阿散蒂王室的历史可以追溯到Abohyen王朝和奥塞·图图一世的Bretuo王朝，他们于1701年建立了阿散蒂王国并被加冕为阿散蒂赫内（全体阿散蒂人的王）。 奥塞图图在位至 1717 年战死沙场（一说1716年），是阿散蒂王室历史上的第六位国王。 
阿散蒂赫内是阿散蒂人的统治者。 传统上来说，阿散蒂赫内坐在金凳子上，其办公处有时也以此名称称呼。  阿散蒂赫内也是库马西名义上的统治者，库马西是阿散蒂王国和今阿散蒂大区的首府。 17世纪至20世纪，阿散蒂王国的版图包括今加纳南部的部分地区和今科特迪瓦东部的部分地区。 
目前在位的阿散蒂赫内是奥通富沃·纳纳·奥塞·图图二世，于1999年4月登基成为第16任阿散蒂土王。 奥塞·图图二世是有资格成为推定继承人的七个后裔之一。 